# Barbara Sobotta
Barbara Sobotta (Polonia, 4 de diciembre de 1936-20 de noviembre de 2000), también llamada Barbara Janiszewska, fue una atleta polaca especializada en la prueba de 200 m, en la que consiguió ser campeona europea en 1958.

## Carrera deportiva
En el Campeonato Europeo de Atletismo de 1958 ganó la medalla de oro en los 200 metros, corriéndolos en un tiempo de 24.1 segundos, llegando a meta por delante de la alemana Hannelore Sadau y la soviética Maria Itkina (bronce).
Cuatro años después, en el Campeonato Europeo de Atletismo de 1962 ganó la medalla de bronce en la misma prueba, corriéndolos en un tiempo de 23.9 segundos, llegando a meta tras la alemana Jutta Heine (oro con 23.5 s) y la británica Dorothy Hyman (plata).